# Grzegorz Stellak
Grzegorz Stellak, né le 11 mars 1951 à Płock et mort le 17 novembre 2023, est un rameur d'aviron polonais.

## Carrière
Grzegorz Stellak participe aux Jeux olympiques de 1980 à Moscou, et remporte la médaille de bronze avec le « quatre avec barreur » polonais, composé de Adam Tomasiak, Grzegorz Nowak, Ryszard Stadniuk et Ryszard Kubiak.